# Попов, Патрик
Па́трик По́пов (венг. Popov Patrik; 12 октября 1997, Будапешт, Венгрия) — венгерский футболист, нападающий клуба «Ференцварош».

## Карьера

### Клубная карьера
Патрик является воспитанником клуба «Ференцварош».
3 сентября 2014 года нападающий дебютировал в основном составе венгерской команды во встрече с «Пакшем». 8 октября Попов отметился первым забитым мячом.
18 октября 2014 года Патрик дебютировал в чемпионате Венгрии, выйдя на замену в концовке встречи с «Печем».

### В сборной
Попов был включён в заявку сборной для выступления на мировом юношеском первенстве в Новой Зеландии. На турнире принял участие только во встрече заключительного тура группового этапа против сборной Нигерии.

## Достижения
Ференцварош
- Обладатель Кубка Венгрии (1): 2014/15
- Обладатель Кубка Лиги (1): 2014/15
- Обладатель Суперкубка Венгрии (1): 2015